# 茸果柯
茸果柯（学名：Lithocarpus bacgiangensis）为壳斗科柯属的植物。分布在越南北部以及中国大陆的广西、海南、云南等地，生长于海拔200米至600米的地区，常生长在山地杂木林中，目前尚未由人工引种栽培。